# Guitiriz

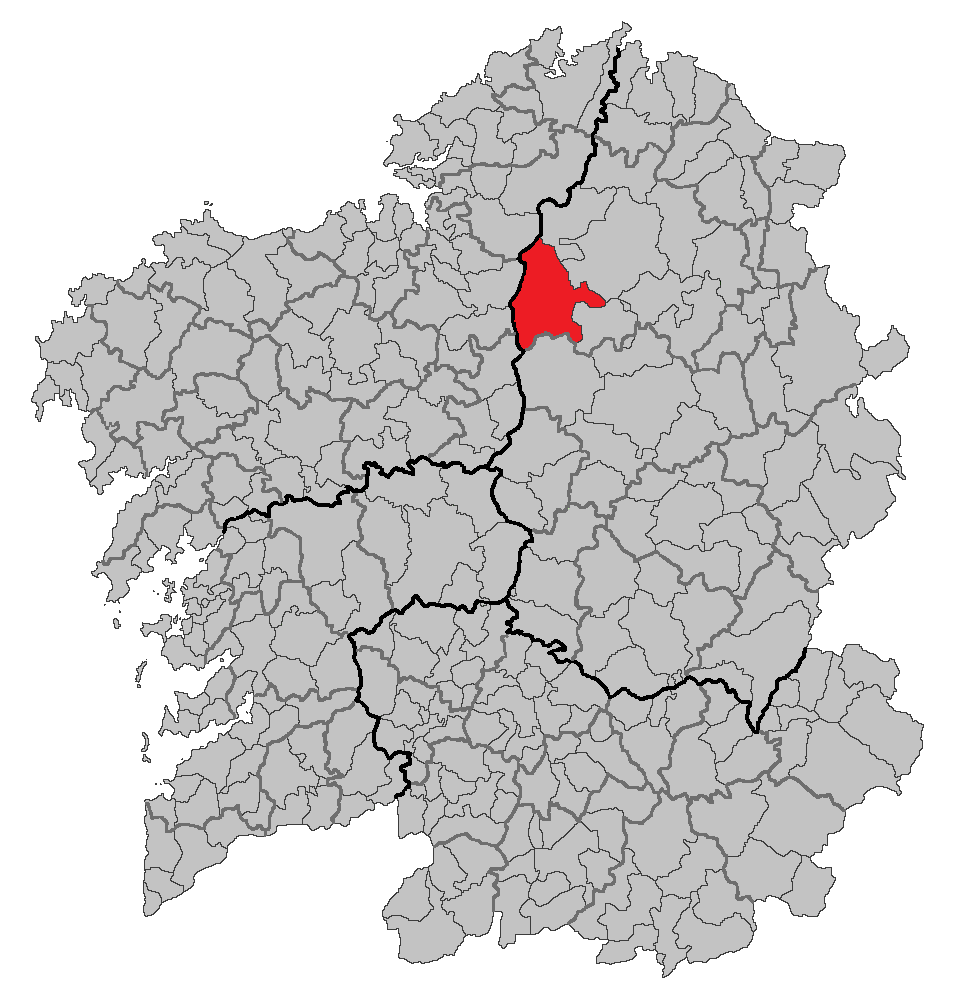
Localização de Guitiriz

Guitiriz é um município da Espanha na província de Lugo, comunidade autónoma da Galiza, de área 295 km² com população de 5974 habitantes (2007) e densidade populacional de 20,66 hab/km².

## Demografia
| Variação demográfica do município entre 1991 e 2004 | Variação demográfica do município entre 1991 e 2004 | Variação demográfica do município entre 1991 e 2004 | Variação demográfica do município entre 1991 e 2004 |
| --------------------------------------------------- | --------------------------------------------------- | --------------------------------------------------- | --------------------------------------------------- |
| 1991                                                | 1996                                                | 2001                                                | 2004                                                |
| 6984                                                | 6589                                                | 6259                                                | 6086                                                |